# Psychoda buxoides
Psychoda buxoides és una espècie d'insecte dípter pertanyent a la família dels psicòdids que es troba al Brasil i Costa Rica (incloent-hi la província de Guanacaste).